# 垂水パーキングエリア
垂水パーキングエリア（たるみパーキングエリア）は、兵庫県神戸市垂水区下畑町鎌谷にある第二神明道路（下り線のみ）のパーキングエリアである。
上り線は1.5km程西に名谷パーキングエリアがあり、機能を補完しあっている。

## 道路
- E93 第二神明道路

## 施設

### 下り方面（加古川・姫路方面）
24時間営業のコンビニエンスストア（セブンイレブン）が設置されているため自動販売機はない。軽食コーナーも設置されている。
- 駐車場
  - 大型 19台
  - 小型 40台
  - 二輪 4台
- トイレ
  - 男性 大2（和式1・洋式1）・小7
  - 女性 10（和式1 ・洋式9）
    - 同伴の男児用 1

  - 車椅子用 1
- コンビニエンスストア「セブン-イレブン」（24時間）[1]
  - キッチンコーナー （こかげ亭）（7:00-23:00）
  - カフェ（オーガニックコーヒー）
  - メディカルコーナー
  - イーネットATM（三井住友銀行管理）
  - FAXコーナー
- 携帯電話充電器（7:00-20:00）
- 無線LANコーナー（7:00-23:00）

## 隣
E93 第二神明道路
(1) 須磨IC - 垂水PA（下り線のみ） - (2) 名谷IC/名谷JCT /名谷PA（上り線のみ） - (3) 高丸IC